# 过去与未来之间
《过去与未来之间》（英語：Between Past and Future）是德裔美国籍犹太人政治学家汉娜·阿伦特于 1961年首次出版的图书，收录了阿伦特关于政治思考的八个主题的随笔。《过去与未来之间》是汉娜阿伦特非常重要的作品。

## 历史
《过去与未来之间》最早被美国的 The Viking Press 出版社和大不列颠的 Faber and Faber 出版社在1961年出版。第一版包括六篇论文，另外两篇文章在1968年的版本中被添加。书中不同主题的文章写于1954年到1968年之间。最终版图书包括了汉娜阿伦特对不同领域、主题的哲学思考，包括自由、教育、权威、传统、历史和政治。最终版的子标题是《Eight Exercises in Political Thought》。

## 结构和目录
书中包含前言和八篇文章：
- 传统与现代
- 历史概念
- 何为权威？
- 何为自由？
- 教育的危机
- 文化的危机：其社会和政治意蕴
- 真理与政治
- 对太空的征服以及人的地位

所有的文章都共享者一个主题，人类生存在过去和不确定的未来之间。人类必须不停的思考。很长一段时间以来人类总是倚赖传统，但是在现代社会，传统已经被抛弃，没有人尊重传统和文化。在她的文章中，汉娜·阿伦特 试图找到解决方法来帮助人们重新思考。按照她的说法，人类已经没有办法在传统中重新生活，现代哲学也没有成功地帮助人类正确地生活。

### 前言
前言的标题是“过去与未来之间的裂隙”。开篇的第一句引用了法国作家兼诗人 René Char 的一句话，“Notre héritage n'est précédé d'aucun testament”，阿伦特自己翻译成，“留给我们的珍宝（遗产）没有任何遗言”。

### 对西方哲学史的分析
根据阿伦特的观点，欧洲哲学家最原始的思考要追溯到古希腊时代的亚里士多德和柏拉图，柏拉图告诉我们，真理不存在于社会和公共事务中，而存在于永恒的观念中，正如洞穴寓言所证明的那样。与之相反，马克思认为“真理不在人类及其共同世界的事务之外，而恰恰在人类事务之内。柏拉图式和亚里士多德哲学传统的终结与马克思一起出现，根据马克思的观点，哲学家为了参与社会和人类事务以改变世界，从而不得不放弃哲学。
马克思对政治思想传统的态度是有意识的叛逆之一。
在[包含他的政治哲学的某些关键语句]中，最重要的是:“劳动创造了人(Labor created man)”, “暴力是每个旧社会孕育新社会的助产士(Violence is the midwife of every old society pregnant with a new one)”，因此:暴力是历史的助产士。最后，有关于费尔巴哈的最后一个著名的论点，哲学家们只是以不同的方式解释了世界;, 然而，问题是要改变它，根据马克思的思想，我们可以把它更充分地描述为:哲学家们已经解释了世界足够长的时间，现在是改变它的时候了。因为最后这句话实际上只是另一句的变体:“你不可能在不了解哲学的情况下研究它。"
对于阿伦特来说，马克思主义哲学认为人创造了自己，他的人性是他自己活动的结果，而人与动物的区别不是理性而是劳动。因此，马克思对传统的理性赞扬提出了挑战。此外，在马克思看来，暴力是决定人际关系的主导力量，而在传统思想中，暴力是人类行为中最可耻的，是暴政的象征。
对马克思来说，暴力，或者说拥有暴力手段，是一切形式的政府的组成部分；国家是统治阶级的压迫和剥削手段，政治行动的整个领域都以使用暴力为特征。马克思将暴力等同于行动，这意味着对传统的另一个根本挑战。

## 其他出版社版本
译林出版社，ISBN 9787544720779 ，ASIN B0069HL7CS ，王寅丽 张立立 译，出版时间:2011年11月1日
2019年8月，《过去与未来之间》条目在豆瓣网上被删除。

## 腳註
1. 1 2  Arendt 1961.